# Charlie Rowe
Charlie John Rowe (Londres, 23 de Abril de 1996) é um ator britânico, conhecido por seus papéis como Young Tommy em Never Let Me Go e, como Pedro, no SyFy / Sky Movies Peter Pan prequel Neverland . Ele também estrelou como o Príncipe em O Quebra-Nozes em 3D ao lado de Elle Fanning e como Billy Costa em A Bússola de Ouro em 2007. Embora filmado em 2007, O Quebra-Nozes em 3D só foi lançado em 2010.

## Biografia
Rowe nasceu em Islington, Londres, Inglaterra. Ele começou sua carreira no New Line Cinema filme A Bússola de Ouro. Ele, mais recentemente, filmou o papel principal de Peter no filme de TV SyFy Neverland.
Rowe foi confirmado para estrelar a 400 meninos, juntamente com Maria Valverde, Jodelle Ferland e Li Bingbing. Atualmente Charlie estrela Red Band Society, série de TV da Fox, como Leo Roth. A série também carrega nomes grandes nomes da atuação, como Octavia Spencer.[3]

## Filmografia

### Cinema
| Ano  | Filme                     | Papel        |
| ---- | ------------------------- | ------------ |
| 2007 | The Golden Compass        | Billy Costa  |
| 2009 | The Boat That Rocked      | James        |
| 2010 | Disco                     | Greg         |
| 2010 | The Nutcracker in 3D      | The Prince   |
| 2010 | Never Let Me Go           | Jovem Tommy  |
| 2013 | Walking with Dinosaurs 3D | Ricky        |
| 2019 | Rocketman                 | Ray Williams |

### Televisão
| Ano       | Série            | Papel          | Notas                  |
| --------- | ---------------- | -------------- | ---------------------- |
| 2006      | Jackanory        | Joe Jefferson  | Episódio: Muddle Earth |
| 2006      | Robin Hood       | Young Robin    | Episódio: Bad Blood    |
| 2011      | Neverland        | Peter Pan      | Papel principal        |
| 2014-2015 | Red Band Society | Leo Roth       | Papel principal        |
| 2014      | The Secrets      | Alec           | Episódio: The Visitor  |
| 2017      | Salvation        | Liam           | Papel principal        |
| 2017      | Vanity Fair      | George Osborne |                        |